# 彭萨科拉海湾大桥
彭萨科拉海湾大桥（英語：Pensacola Bay Bridge）也称为三英里桥（英語：Three-Mile Bridge）位于佛罗里达州彭萨科拉，是98号美国国道（US98）跨过彭萨科拉湾的一座桥梁，第一代桥梁的左右线分别于1931年与1960年通车，2010年代到达使用寿命开始拆除重建，第二代桥梁为双向六车道的公路桥，左右线分别于2019年与2023年通车。